# Джукаев, Няямн Доржиевич
Няямн Доржиевич Джукаев (калм. Нәәмн Җуукан; 10 мая 1921, Цаган-Усн, Яшкульский район, Калмыцкая автономная область, РСФСР — 1997, Калмыкия, Россия) — калмыцкий рапсод, сказитель калмыцкого эпоса «Джангар», джангарчи, заслуженный деятель культуры Калмыцкой АССР.

## Биография
Родился 10 мая 1921 года в посёлке Цаган-Усн, Яшкульского района, Калмыцкой автономной области.
С июня 1940 по 1944 гг. принимал участие в сражениях Великой Отечественной войны. Был призван 01.06.1942 Черноземельским РВК. Место службы -254 танковая бригада 57 Армии Донского Фронта. Боевой путь от села Северный  до села Бузиновка Сталинградской области. С июня 1940 по 1944 гг. принимал участие в сражениях Великой Отечественной войны. Был в должности разведчика. После был переведён в 20 Армию, должность сапёра - минера 214 батальона инженерного заграждения. Получил тяжёлое ранение, контузию.За участие в Сталинградской битве был награждён медалью «За боевые заслуги», "Медаль за Отвагу".

С середины 1945 года по март 1956 года находился в ссылке в Сибири, разделив участь спецпереселенца с остальными калмыками. Жил в селе Маргенау Исилькульского района Омской области.

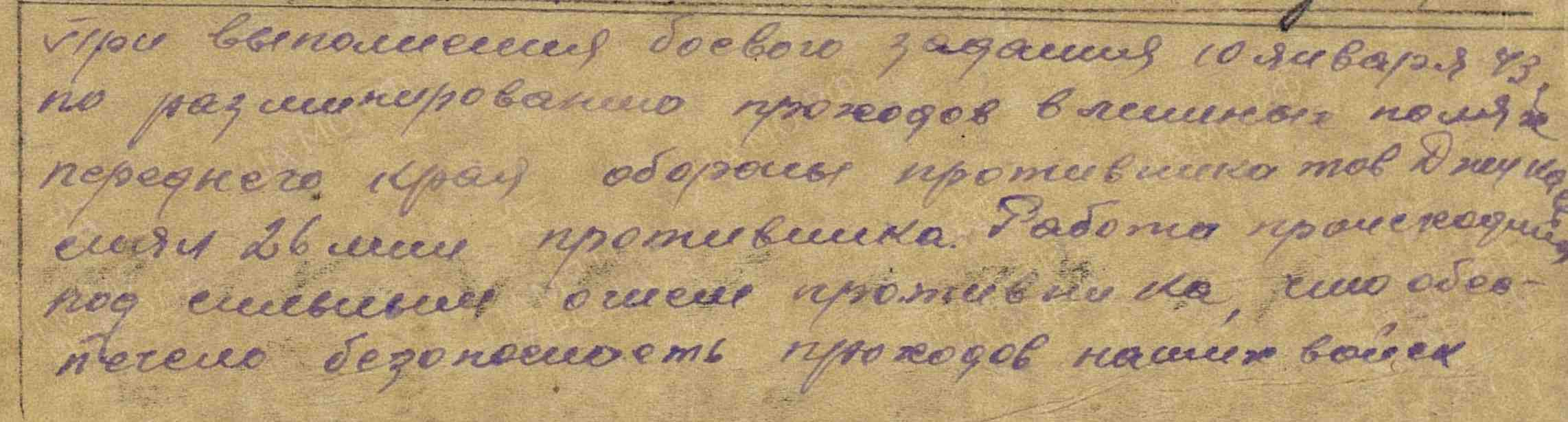
Описание подвига красноармейца Джукаева Н. Д.

После возвращения в Калмыкию, обосновался сначала в Яшкуле, затем в родном Цаган-Усне, трудился чабаном, работал бухгалтером, управляющим фермой.
Творчество

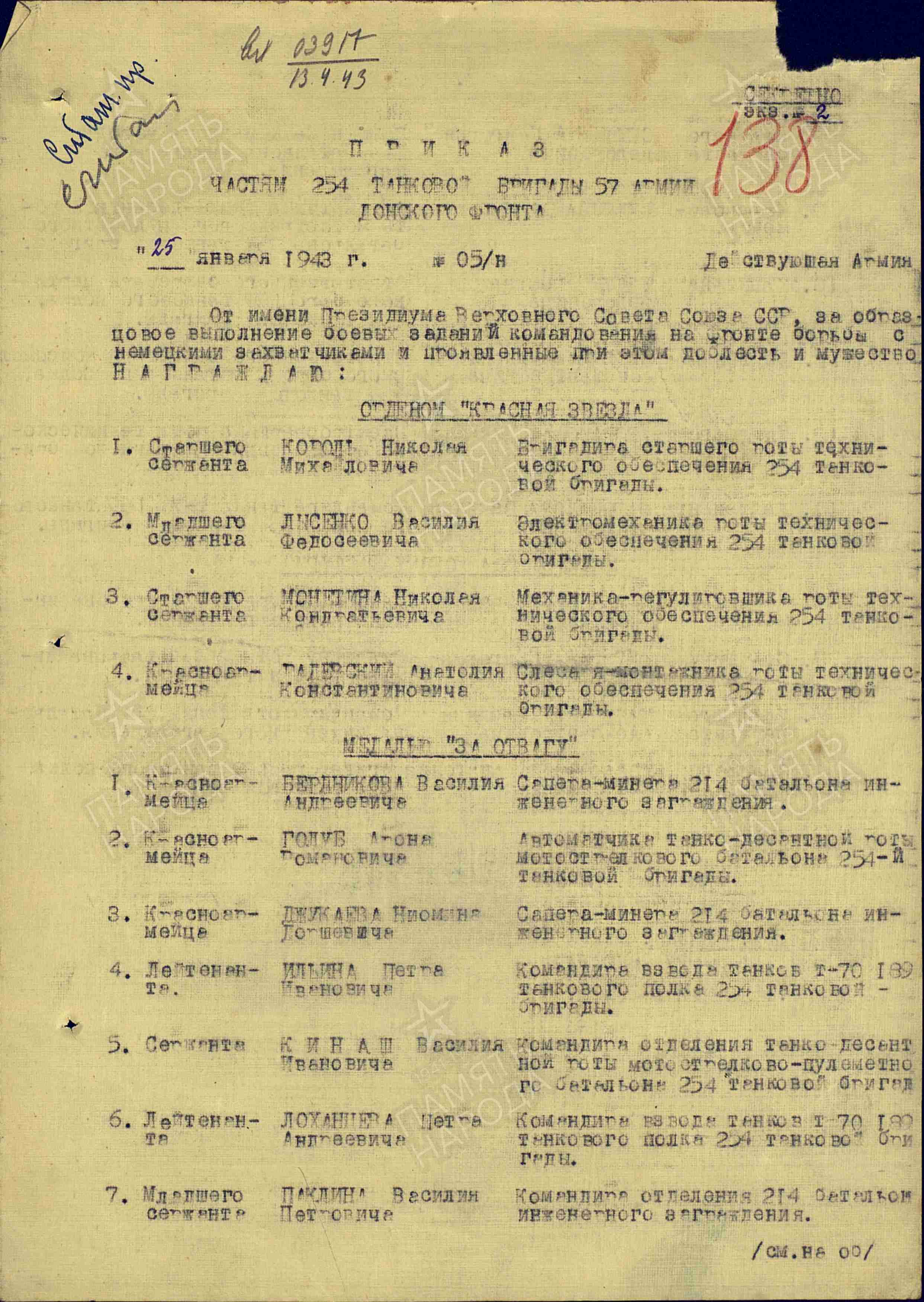
Приказ о награде

Обучался искусству джангарчи у своего дяди Давы Шавалиева. В репертуаре Няямна Джукаева были две песни из «Джангара» — «Об Аля-Монхля» и «О краже коня Аранзала», которые передал ему Дава Шавалиев.
Манера исполнения песен Няямном Джукаевым, в отличие от речитативного и повествовательного исполнения Ээляна Овла и Давы Шавалиева, характеризовалась внутрислоговыми распевами.
Песни «Джангара» в исполнении Няямна Джукаева были записаны и в настоящее время хранятся в архиве КИГИ РАН (Элиста, Республика Калмыкия).
Награды
- Орден Отечественной войны 1 степени
- Медаль «За боевые заслуги»
- Медаль «За отвагу»

## Источник
- Н. Ц. Биткеев, Джангарчи, Элиста, 2001 г., стр. 162—165